# Luis Molowny
Luis Molowny, nome completo Luis Molowny Arbelo (Santa Cruz de Tenerife, 12 maggio 1925 – Las Palmas de Gran Canaria, 12 febbraio 2010), è stato un allenatore di calcio e calciatore spagnolo, di ruolo centrocampista.
Ha disputato il Campionato mondiale di calcio 1950 con la Nazionale spagnola, che ha poi allenato diversi anni dopo. È stato l'allenatore del Las Palmas e del Real Madrid, di cui fu anche giocatore.

## Caratteristiche tecniche
Fu un centrocampista molto preciso nei passaggi ed abile nell'impostare il gioco per i compagni: era inoltre dotato di buone capacità di inserimento e di un ottimo tiro.

## Carriera

### Giocatore

#### Club
Nativo di Santa Cruz de Tenerife ma di origini irlandesi, era figlio di Raul Molowny, giocatore del Tenerife negli anni '20. All'età di 15 anni sostenne un provino per il Tenerife, ma non venne schierato nelle squadre formate dai ragazzi che disputarono la partitella di verifica. Fungendo da raccattapalle, si posizionò dietro la porta: recuperando i palloni persi dai giocatori in campo mostrò un ottimo tocco di palla e una discreta tecnica, che convinse i selezionatori ad aggregarlo alla squadra. Firmò quindi per il club di Santa Cruz, che all'epoca disputava il campionato di prima divisione regionale, limitandosi però a giocare amichevoli, in quanto l'età minima per disputare gare ufficiali era di diciotto anni. In seguito passò al Marino Fútbol Club di Las Palmas, con il quale vinse la Coppa delle Canarie. Dopo questo titolo fu richiesto dall'Atlético Madrid, ma non venne raggiunto l'accordo e il trasferimento fallì.
Anche il Barcellona si interessò a Molowny, inviando un suo emissario per trattarne la cessione. Santiago Bernabéu, allora presidente del Real Madrid, anticipò i rivali acquistandolo per 250.000 pesetas dell'epoca. Molowny divenne quindi un giocatore del Real Madrid nella stagione 1946-1947 con un ingaggio di tremila pesetas al mese, debuttando all'Estadio Metropolitano in una partita contro il Barcellona. In quel match, Molowny segnò di testa a otto minuti dal termine, portando in vantaggio la sua squadra e propiziando la vittoria delle merengues.
Dopo l'iniziale vittoria della Coppa del Re nel 1946-1947, i primi anni non vinse molto; poi, negli anni successivi, Bernabéu mise a segno diversi acquisti, come quelli di Alfredo di Stéfano e Francisco Gento nel 1953, che inaugurarono un lungo ciclo di vittorie. Il Real Madrid negli anni successivi vinse tre volte il campionato spagnolo, due Coppe Latine e due Coppe dei Campioni consecutive, le prime della storia della competizione. Dopo l'ultimo campionato vinto nel 1956-1957, Molowny lasciò i blancos per disputare un'ultima stagione al Las Palmas, dove ricoprì il doppio ruolo di giocatore-allenatore (giocò solo 3 gare segnando una rete), prima di ritirarsi dal calcio giocato nel 1958 all'età di 33 anni.

#### Nazionale
Molowny esordì con la maglia della Spagna nella gara amichevole del 2 aprile 1950 contro il Portogallo, vinta per 5-1: l'attaccante siglò la quinta rete dell'incontro. Disputò inoltre la ripetizione della gara, giocata una settimana dopo e terminata 2-2 a Lisbona. Prese parte ai Mondiali del 1950 in Brasile, dove la Spagna si classificò al quarto posto (miglior piazzamento nella storia della Coppa del Mondo prima dell'edizione 2010), esordendo nell'incontro contro l'Uruguay del 9 luglio.
Successivamente disputò solo amichevoli, mettendo a segno la sua seconda ed ultima rete nella partita contro la Svezia (2-2 l'8 novembre 1953): in totale, con la maglia della Nazionale spagnola giocò sette gare.

### Allenatore
Una volta lasciato il calcio, divenne direttore tecnico del Las Palmas: nel 1960 venne nominato direttore tecnico delle giovanili del club, divenendo Campione di Spagna giovanile l'anno seguente. Il 3 aprile 1967 fu chiamato alla guida della prima squadra, riuscendo ad ottenere la salvezza in prima divisione, mentre negli anni seguenti portò la sua squadra nelle parti alte della classifica, ottenendo un terzo posto nel 1967-1968 e la seconda piazza nella stagione seguente. Si dimise nel gennaio 1970, nonostante un ottimo inizio di campionato che portò il Las Palmas al primo posto, dopo una serie di risultati negativi.
Nel 1969 allenò anche la Spagna per quattro incontri, in cui ottenne due vittorie, un pareggio ed una sconfitta. Dopo le dimissioni da tecnico della squadra delle Canarie, fu ingaggiato da Bernabéu come collaboratore tecnico, ruolo che ricoprì anche negli anni seguenti. Nel gennaio del 1974 fu invece promosso alla guida della prima squadra in sostituzione di Miguel Muñoz: rimase nella panchina delle merengues per cinque mesi conquistando la Coppa del Re. Al termine della stagione venne sostituito da Miljan Miljanić. Molowny tornò in panchina nel settembre 1977, proprio dopo l'addio dello stesso Miljanić: allenò i madridisti fino al giugno del 1979, vincendo due campionati spagnoli consecutivi.
Al suo posto fu ingaggiato Vujadin Boškov: nel marzo del 1982, dopo le dimissioni dello stesso tecnico serbo, ne prese il posto per 4 gare prima di essere a sua volta sostituito da Alfredo Di Stefano. Nell'aprile 1985, in seguito alle dimissioni di Amancio Amaro, Molowny tornò nuovamente alla guida del Real Madrid: la sua gestione si concluse nell'aprile del 1986, quando il suo posto venne preso da Leo Beenhakker. Questa fu la sua ultima esperienza come allenatore del club madrileno, che lasciò dopo aver vinto in due stagioni il campionato, due Coppe Uefa consecutive e la Coppa della Liga 1984-1985. Da quel momento fu il direttore sportivo del Real Madrid fino al suo definitivo ritiro dal mondo del calcio nel 1990, quando decise di tornare nella sua isola natale.
Vinse per quattro volte il Premio Don Balón, assegnato dalla omonima rivista sportiva spagnola: per 3 volte consecutive tra il 1977 e il 1980 e l'ultima nel 1985-1986, sempre alla guida dei blancos.

## Dopo il ritiro
Molowny venne premiato prima dalla sua ex-squadra, il Real Madrid, che gli conferì nel 2001 il riconoscimento Oro y Brillantes del Real Madrid per i servizi resi al club. L'anno seguente, ricevette la Medaglia d'Oro alla carriera dal Governo delle Isole Canarie. Morì il 12 febbraio 2010 all'età di 84 anni a Las Palmas de Gran Canaria.

## Statistiche

### Cronologia presenze e reti in nazionale[6]
| Cronologia completa delle presenze e delle reti in nazionale ― Spagna | Cronologia completa delle presenze e delle reti in nazionale ― Spagna | Cronologia completa delle presenze e delle reti in nazionale ― Spagna | Cronologia completa delle presenze e delle reti in nazionale ― Spagna | Cronologia completa delle presenze e delle reti in nazionale ― Spagna | Cronologia completa delle presenze e delle reti in nazionale ― Spagna | Cronologia completa delle presenze e delle reti in nazionale ― Spagna | Cronologia completa delle presenze e delle reti in nazionale ― Spagna |
| Data                                                                  | Città                                                                 | In casa                                                               | Risultato                                                             | Ospiti                                                                | Competizione                                                          | Reti                                                                  | Note                                                                  |
| --------------------------------------------------------------------- | --------------------------------------------------------------------- | --------------------------------------------------------------------- | --------------------------------------------------------------------- | --------------------------------------------------------------------- | --------------------------------------------------------------------- | --------------------------------------------------------------------- | --------------------------------------------------------------------- |
| 02/04/1950                                                            | Madrid                                                                | Spagna                                                                | 5 – 1                                                                 | Portogallo                                                            | Amichevole                                                            | 1                                                                     |                                                                       |
| 09/04/1950                                                            | Lisbona                                                               | Portogallo                                                            | 2 – 2                                                                 | Spagna                                                                | Amichevole                                                            | -                                                                     |                                                                       |
| 09/07/1950                                                            | San Paolo                                                             | Uruguay                                                               | 2 – 2                                                                 | Spagna                                                                | Mondiali 1950 - Girone Finale                                         | -                                                                     |                                                                       |
| 18/02/1951                                                            | Madrid                                                                | Spagna                                                                | 6 – 3                                                                 | Svizzera                                                              | Amichevole                                                            | -                                                                     |                                                                       |
| 28/12/1952                                                            | Madrid                                                                | Spagna                                                                | 2 – 2                                                                 | Germania Ovest                                                        | Amichevole                                                            | -                                                                     |                                                                       |
| 08/11/1953                                                            | Bilbao                                                                | Spagna                                                                | 2 – 2                                                                 | Svezia                                                                | Amichevole                                                            | 1                                                                     |                                                                       |
| 17/03/1955                                                            | Madrid                                                                | Spagna                                                                | 1 – 2                                                                 | Francia                                                               | Amichevole                                                            | -                                                                     |                                                                       |
| Totale                                                                |                                                                       | Presenze                                                              | 7                                                                     |                                                                       | Reti                                                                  | 2                                                                     |                                                                       |

## Palmarès

### Giocatore

#### Club

##### Competizioni nazionali
- Campionato spagnolo: 3

Real Madrid: 1953-1954, 1954-1955, 1956-1957
- Coppa di Spagna: 1

Real Madrid: 1946-1947

##### Competizioni internazionali
- Coppa dei Campioni: 2

Real Madrid: 1955-1956, 1956-1957
- Coppa Latina: 2

Real Madrid: 1955, 1957

### Allenatore

#### Club

##### Competizioni nazionali
- Campionato spagnolo: 3

Real Madrid: 1977-1978, 1978-1979, 1985-1986
- Coppa di Spagna: 1

Real Madrid: 1974-1975
- Coppa della Liga: 1

Real Madrid: 1984-1985

##### Competizioni internazionali
- Coppa UEFA: 2

Real Madrid: 1984-1985, 1985-1986